# Élections législatives de 1968 en Haute-Savoie
Les élections législatives françaises de 1968 se déroulent les 23 et 30 juin 1968. Dans le département de la Haute-Savoie, trois députés sont à élire dans le cadre de trois circonscriptions.

## Élus
| Circonscription | Député sortant | Parti | Parti | Député élu ou réélu | Parti | Parti |
| --------------- | -------------- | ----- | ----- | ------------------- | ----- | ----- |
| 1re             | Charles Bosson |       | CD    | Jean Brocard        |       | RI    |
| 2e              | Georges Pianta |       | RI    | Georges Pianta      |       | RI    |
| 3e              | Maurice Herzog |       | UDR   | Maurice Herzog      |       | UDR   |

## Résultats

### Résultats à l'échelle du département
| Parti          | Parti                                           | Premier tour | Premier tour | Second tour | Second tour | Sièges |
| Parti          | Parti                                           | Voix         | %            | Voix        | %           | Sièges |
| -------------- | ----------------------------------------------- | ------------ | ------------ | ----------- | ----------- | ------ |
|                | Républicains indépendants                       | 51 942       | 33,48        | 30 320      | 24,46       | 2      |
|                | Union pour la défense de la République          | 24 453       | 15,76        | 26 538      | 23,16       | 1      |
|                | Union des républicains de progrès               | 76 395       | 49,24        | 56 858      | 49,61       | 3      |
|                |                                                 |              |              |             |             |        |
|                | Section française de l'Internationale ouvrière  | 9 464        | 6,10         | 13 166      | 11,49       | 0      |
|                | Fédération de la gauche démocrate et socialiste | 9 464        | 6,10         | 13 166      | 11,49       | 0      |
|                |                                                 |              |              |             |             |        |
|                | Progrès et démocratie moderne                   | 37 613       | 24,24        | 37 625      | 32,83       | 0      |
|                | Parti communiste français                       | 22 042       | 14,21        | 6 952       | 6,07        | 0      |
|                | Parti socialiste unifié                         | 9 624        | 6,20         |             |             | 0      |
|                |                                                 |              |              |             |             |        |
| Inscrits       | Inscrits                                        | 205 731      | 100,00       | 156 000     | 100,00      | 3      |
| Abstentions    | Abstentions                                     | 48 468       | 23,56        | 40 219      | 25,78       |        |
| Votants        | Votants                                         | 157 263      | 76,44        | 115 781     | 74,22       |        |
| Blancs et nuls | Blancs et nuls                                  | 2 125        | 1,35         | 1 180       | 1,02        |        |
| Exprimés       | Exprimés                                        | 155 138      | 98,65        | 114 601     | 98,98       |        |

### Résultats par circonscription

#### Première circonscription (Annecy)
| Candidat       | Candidat               | Parti          | Premier tour | Premier tour | Second tour | Second tour |  |
| Candidat       | Candidat               | Parti          | Voix         | %            | Voix        | %           |  |
| -------------- | ---------------------- | -------------- | ------------ | ------------ | ----------- | ----------- |  |
|                | Jean Brocard élu       | RI (URP)       | 28 074       | 43,72        | 30 320      | 47,82       |  |
|                | Charles Bosson sortant | CD (PDM)       | 21 383       | 33,3         | 26 139      | 41,22       |  |
|                | Émile Valla            | PCF            | 8 763        | 13,65        | 6 952       | 10,96       |  |
|                | Pierre Manneville      | PSU            | 5 997        | 9,34         |             |             |  |
|                |                        |                |              |              |             |             |  |
| Inscrits       | Inscrits               | Inscrits       | 85 356       | 100,00       | 85 334      | 100,00      |  |
| Abstentions    | Abstentions            | Abstentions    | 20 222       | 23,69        | 21 212      | 24,86       |  |
| Votants        | Votants                | Votants        | 65 134       | 76,31        | 64 122      | 75,14       |  |
| Blancs et nuls | Blancs et nuls         | Blancs et nuls | 917          | 1,41         | 711         | 1,11        |  |
| Exprimés       | Exprimés               | Exprimés       | 64 217       | 98,59        | 63 411      | 98,89       |  |

#### Deuxième circonscription (Thonon-les-Bains)
|                | Georges Pianta sortant réélu | RI (URP)       | 23 868 | 63,06  |  |  |  |
|                | Bernard Néplaz               | PCF            | 6 255  | 16,53  |  |  |  |
|                | Henri Cartillier             | CD (PDM)       | 4 097  | 10,83  |  |  |  |
|                | Bernard Comont               | PSU            | 3 627  | 9,58   |  |  |  |
|                |                              |                |        |        |  |  |  |
| Inscrits       | Inscrits                     | Inscrits       | 49 720 | 100,00 |  |  |  |
| Abstentions    | Abstentions                  | Abstentions    | 11 229 | 22,58  |  |  |  |
| Votants        | Votants                      | Votants        | 38 491 | 77,42  |  |  |  |
| Blancs et nuls | Blancs et nuls               | Blancs et nuls | 644    | 1,67   |  |  |  |
| Exprimés       | Exprimés                     | Exprimés       | 37 847 | 98,33  |  |  |  |

#### Troisième circonscription (Bonneville)
| Candidat       | Candidat                     | Parti          | Premier tour | Premier tour | Second tour | Second tour |  |
| Candidat       | Candidat                     | Parti          | Voix         | %            | Voix        | %           |  |
| -------------- | ---------------------------- | -------------- | ------------ | ------------ | ----------- | ----------- |  |
|                | Maurice Herzog sortant réélu | UDR (URP)      | 24 453       | 46,07        | 26 538      | 51,84       |  |
|                | Jean-Marie Philippe          | CD (PDM)       | 12 133       | 22,86        | 11 486      | 22,44       |  |
|                | Henri Briffod                | FGDS (SFIO)    | 9 464        | 17,83        | 13 166      | 25,72       |  |
|                | Robert Amoudruz              | PCF            | 7 024        | 13,23        | Retrait     | Retrait     |  |
|                |                              |                |              |              |             |             |  |
| Inscrits       | Inscrits                     | Inscrits       | 70 655       | 100,00       | 70 666      | 100,00      |  |
| Abstentions    | Abstentions                  | Abstentions    | 17 017       | 24,08        | 19 007      | 26,9        |  |
| Votants        | Votants                      | Votants        | 53 638       | 75,92        | 51 659      | 73,1        |  |
| Blancs et nuls | Blancs et nuls               | Blancs et nuls | 564          | 1,05         | 469         | 0,91        |  |
| Exprimés       | Exprimés                     | Exprimés       | 53 074       | 98,95        | 51 190      | 99,09       |  |